# Crisi politica in Thailandia del 2008

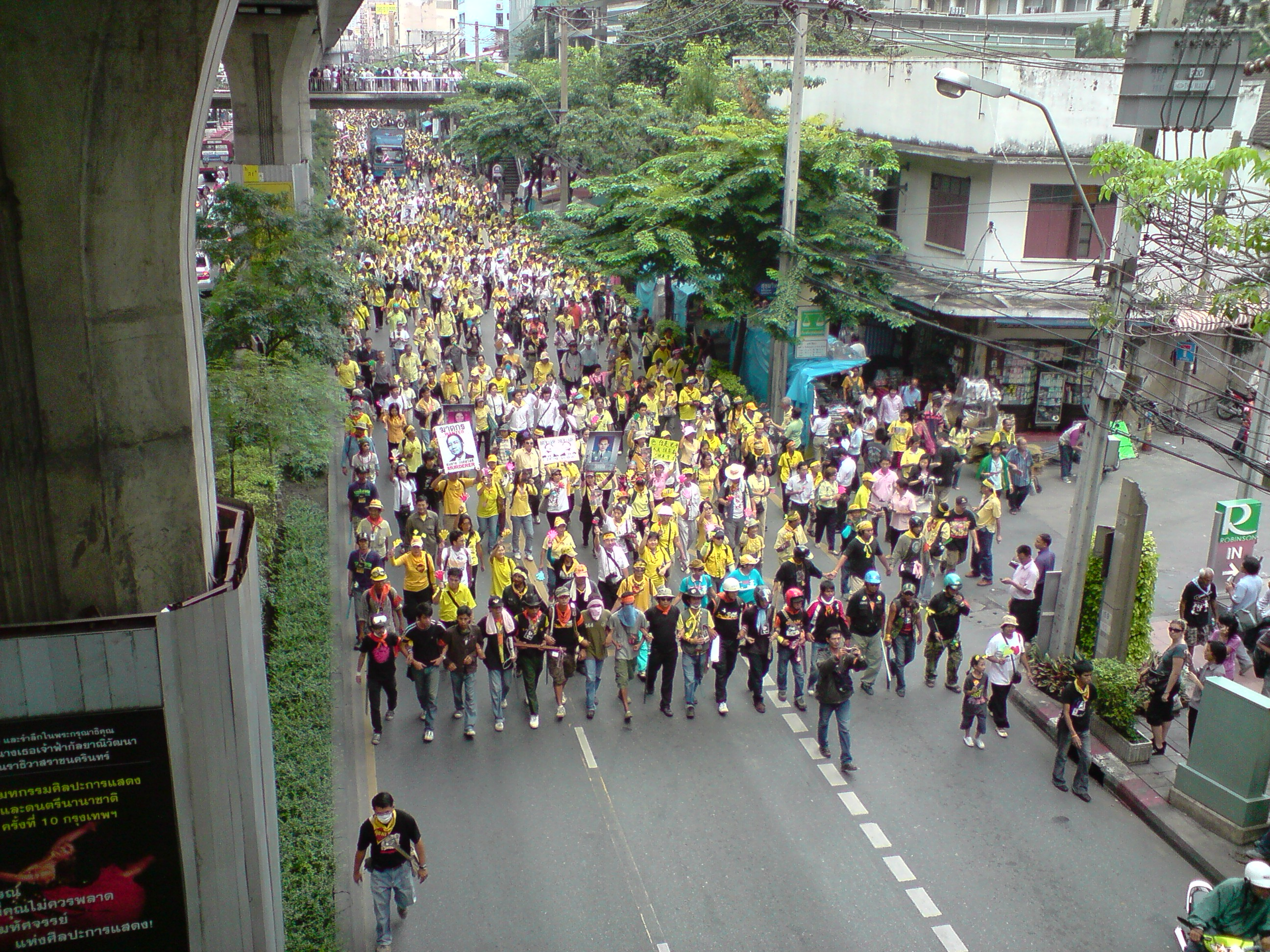
Dimostrazione anti-governativa del 30 ottobre 2008

La crisi politica in Thailandia del 2008 è stato un conflitto tra il movimento delle "camicie gialle" di Alleanza Popolare per la Democrazia (APD), ed il governo di coalizione democraticamente eletto del Partito del Potere Popolare o Phak Palang Prachachon (PPP), appoggiato dalle "camicie rosse" del movimento Fronte Unito per la Democrazia contro la Dittatura (FUDD). Fu la continuazione della crisi politica del 2005-2006 nella quale l'APD protestò contro il partito di governo Thai Rak Thai (TRT) del primo ministro Thaksin Shinawatra, di cui il PPP fu alleato.
Le grandi proteste dell'opposizione iniziarono nel maggio del 2008 ed ebbero fine in dicembre, quando la Corte costituzionale disciolse il PPP e altri due partiti della coalizione con l'accusa di frode elettorale, vietando per cinque anni l'accesso a cariche politiche a oltre 100 dei loro deputati. Il governo fu quindi assegnato a una coalizione in cui confluirono diversi parlamentari del vecchio schieramento filo-governativo. La nuova coalizione fu guidata dai liberal-conservatori del Partito Democratico, che era stato all'opposizione. La crisi segnò un ulteriore coinvolgimento della magistratura nei fatti di governo, fenomeno iniziato nel 1997 ma che raggiunse l'apice in questo periodo e si sarebbe consolidato qualche anno dopo per abbattere il governo di Yingluck Shinawatra, la sorella di Thaksin.

## Premesse
Il partito Thai Rak Thai di cui era leader Thaksin Shinawatra vinse con ampio margine le elezioni politiche del 2001. Le sue successive leggi populiste lesero gli interessi della classe dirigente di Bangkok ma aiutarono le fasce più povere del popolo e gli garantirono l'appoggio delle aree rurali del nord e del nord-est. In particolare fu introdotto un ticket unico di 30 baht per le visite mediche ospedaliere e la concessione di microcrediti a chi non aveva accesso ad alcun tipo di prestito. Fu quindi accusato di conflitto d'interesse per aver favorito la Shin Corporation, colosso delle telecomunicazioni thai da lui fondato prima di diventare premier. Riuscì comunque a portare a termine il mandato e a trionfare nelle consultazioni del 2005 con un margine di vantaggio mai registrato prima nella storia del Paese.
Tra i suoi alleati vi era il magnate dei media Sondhi Limthongkul, ma divenne poi suo nemico quando Viroj Nualkhair, amministratore delegato della banca di Stato Krung Thai Bank, fu licenziato per le troppe perdite dell'istituto. Viroj aveva in precedenza aiutato finanziariamente Sondhi, che cominciò quindi a criticare Thaksin dal suo giornale Manager Daily e dalla sua emittente televisiva ASTV. Sondhi fondò quindi la Alleanza Popolare per le Democrazia (APD) e raccolse adesioni contro il governo tra le comunità monarchiche, secondo le quali Thaksin spesso insultava re Bhumibol Adulyadej, in alcune aziende di Stato che si opponevano ai piani di privatizzazione del governo e nelle fazioni delle forze armate che accusavano il primo ministro di promuovere solo gli ufficiali a lui favorevoli. Dopo che Thaksin vendette le sue azioni della Shin Corporation sfruttando un cavillo che gli consentì di non pagare le tasse sulla plusvalenza maturata, il movimento APD si ingrandì chiedendo pubblicamente che quelle tasse fossero pagate, malgrado l'Ufficio delle Entrate non avesse riscontrato alcuna infrazione.
Le proteste aumentarono e nel febbraio 2006 il comandante dell'esercito Sonthi Boonyaratglin iniziò segretamente a preparare un colpo di Stato. In quel periodo vi furono grandi dimostrazioni di piazza contro Thaksin a cui parteciparono centinaia di migliaia di oppositori. Il successivo 14 luglio, l'ex primo ministro e generale in pensione Prem Tinsulanonda, presidente del Consiglio privato del re, disse ai cadetti della Regia accademia militare Chulachomklao che i militari thai devono obbedire al re e non al governo.

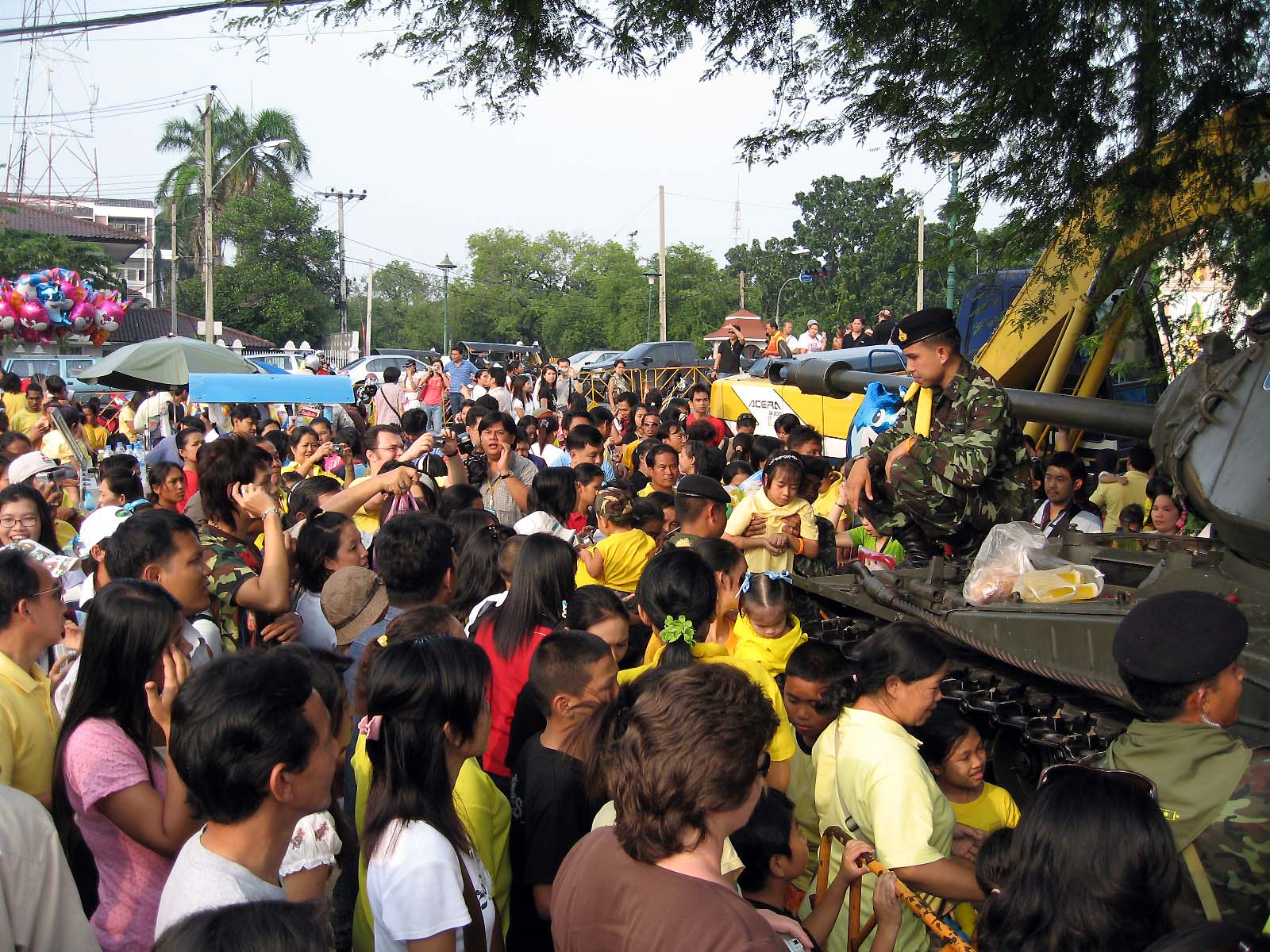
Bangkok, 24 settembre 2006, dimostranti dell'APD fraternizzano con l'esercito poco dopo il colpo di Stato

Il colpo di Stato militare fu messo in atto il 19 settembre 2006, quando il premier era a un summit dell'ONU a New York poco prima delle nuove elezioni.. Thaksin rimase quindi a vivere in esilio all'estero e annunciò il proprio ritiro dalla politica. Le elezioni furono annullate dalla giunta militare che abrogò la Costituzione, dissolse il Parlamento e vietò le manifestazioni di protesta, fece chiudere o censurare i media, dichiarò la legge marziale e arrestò i membri del governo. La APD quindi si dissolse annunciando che i suoi obiettivi erano stati raggiunti. Fu eletto premier il generale in pensione Surayud Chulanont, molto vicino alle posizioni di Prem, e un tribunale nominato dalla giunta dissolse Thai Rak Thai e inibì alla politica per 5 anni 111 dei suoi membri. Fu emanata una nuova Costituzione che limitò il potere del governo e aumentò quello giudiziario, quello del Senato, metà del quale non veniva più nominato dagli elettori, e quello dell'esercito, che vide anche un aumento del proprio budget. Furono fissate nuove elezioni per il dicembre 2007.
Nel periodo tra il colpo di Stato e le elezioni fu fatto un lavoro capillare per distruggere il potere di Thaksin e fu quindi una sorpresa la vittoria nelle consultazioni di dicembre della coalizione guidata dal Partito del Potere Popolare (PPP), in cui figuravano molti ex aderenti del disciolto Thai Rak Thai. Fu eletto primo ministro Samak Sundaravej ii cui programma, non più solo populistico e personalistico, auspicava la trasformazione della Thailandia in una moderna monarchia costituzionale di tipo nord europeo, con uno Stato sociale più attento ai bisogni dei ceti più poveri. Fu progettata una riforma agraria a beneficio dei contadini ed altre importanti riforme di tipo politico tra cui quella del sistema elettorale, abbandonando la prassi che prevedeva la nomina di una quota di parlamentari da parte del re, delle forze armate e di altri poteri, e introducendo un sistema maggioritario secco (first-past-the-post) e l'obbligo del possesso di una laurea per essere eletti deputati. Questi programmi si proponevano di modificare il sistema vigente che penalizzava la partecipazione attiva alla vita politica nazionale di gran parte della popolazione thailandese, specie quella degli strati medio-bassi.
Tra gli ostacoli più grandi di questi progetti vi fu la magistratura, che ben presto iniziò a muoversi contro il governo. Fu nominata una commissione per investigare sulle elezioni che nel giro di un mese denunciò per brogli elettorali diversi deputati del PPP, tra cui il vice di Samak. Malgrado alcuni dissidenti al suo interno sostenessero che indagava senza ascoltare i testimoni in favore degli accusati, la commissione continuò il suo lavoro ed ottenne risultati che avrebbero consentito di dissolvere il partito nel dicembre 2008 alla Corte costituzionale, i cui membri erano noti oppositori di Thaksin e vicini alle posizioni dell'esercito. L'esercito protesse il Comitato per il controllo degli assetti finanziari, un'emanazione della giunta militare il cui operato ebbe come principali bersagli Thaksin e i suoi alleati. In aprile la commissione nazionale contro la corruzione costrinse alle dimissioni il ministro della Sanità per aver denunciato con un mese di ritardo l'assetto finanziario della moglie. A fine mese un vice-ministro del Commercio fu a sua volta destituito per aver dichiarato in modo errato le proprie azioni di una compagnia privata che aveva già chiuso l'attività.

## Proteste dell'opposizione tra il maggio e il luglio 2008

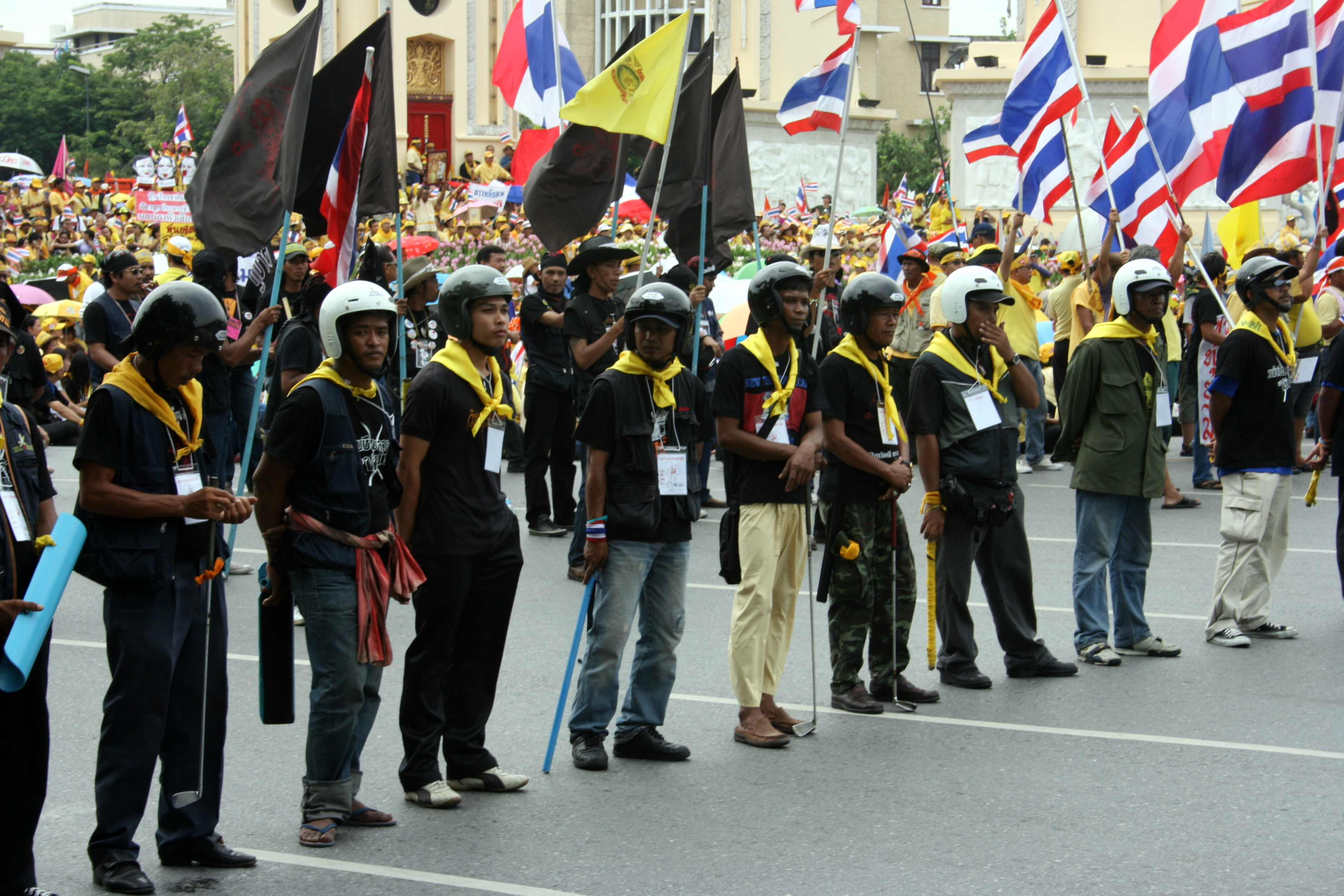
Dimostranti della APD il 2 luglio 2008 a Bangkok

Il governo di Sundaravej propose di cambiare la Costituzione dei militari provocando le proteste degli oppositori, che lo accusarono di tutelare gli interessi dell'esiliato Thaksin. Nel maggio del 2008 gli aderenti all'APD tornarono a manifestare nelle piazze, accusando inoltre il primo ministro di aver ottenuto concessioni d'affari dai cambogiani, dopo aver loro ceduto i territori contesi del Tempio Preah Vihear; territori che sono poi rientrati nella domanda sottoposta all'UNESCO in Québec, Canada. L'opposizione chiese il ritiro degli investimenti thai in Cambogia, la chiusura dei 40 valichi di frontiera tra i due Stati, l'annullamento di tutti i voli tra la Thailandia e gli aeroporti cambogiani, la costruzione di una base navale vicino al confine ecc. Le proteste furono guidate dal giornale del leader dell'APD Sondhi Limthongkul, che ricevette dure critiche per la sua intransigenza anche in Thailandia. La campagna anti-governativa portò alle dimissioni del ministro degli Esteri alla fine di giugno.
Quel mese le proteste ebbero nuovo slancio con i risultati delle indagini su Thaksin della Commissione per il controllo degli assetti finanziari, che gli imputarono 15 diverse irregolarità. A nulla valsero le critiche secondo cui questa commissione suggeriva alla magistratura le azioni legali da intraprendere senza esaminare le prove e i testimoni in favore degli accusati. A fine giugno il Parlamento respinse una mozione di sfiducia contro il governo presentata dalla APD, che chiese una modifica della Costituzione per ridurre il numero dei parlamentari, una scelta che avrebbe delegittimato di fatto la popolazione rurale, vista dalla APD non sufficientemente educata per dare il proprio voto. Il 30 giugno, il quotidiano Nation di Bangkok pubblicò un editoriale molto critico nei confronti della APD, accusandola di aver utilizzato la disputa su Preah Vihear durante la campagna elettorale contro il governo.
Nuove proteste dell'opposizione furono suscitate dal tribunale che in luglio emise la sentenza di tre anni di detenzione per la moglie di Thaksin con l'accusa di evasione fiscale. Il 25 agosto un tribunale dispose il sequestro di 2 milioni di dollari dal patrimonio dell'ex premier, scatenando la reazione delle opposizioni. Durante tutto il periodo di crisi rimasero sostanzialmente impunite le azioni violente di cui si resero responsabili i membri dell'APD, che una volta fermati dalle forze dell'ordine venivano scagionati o rilasciati su cauzione e potevano tornare in prima linea nelle dimostrazioni.

## Assedio del palazzo di governo

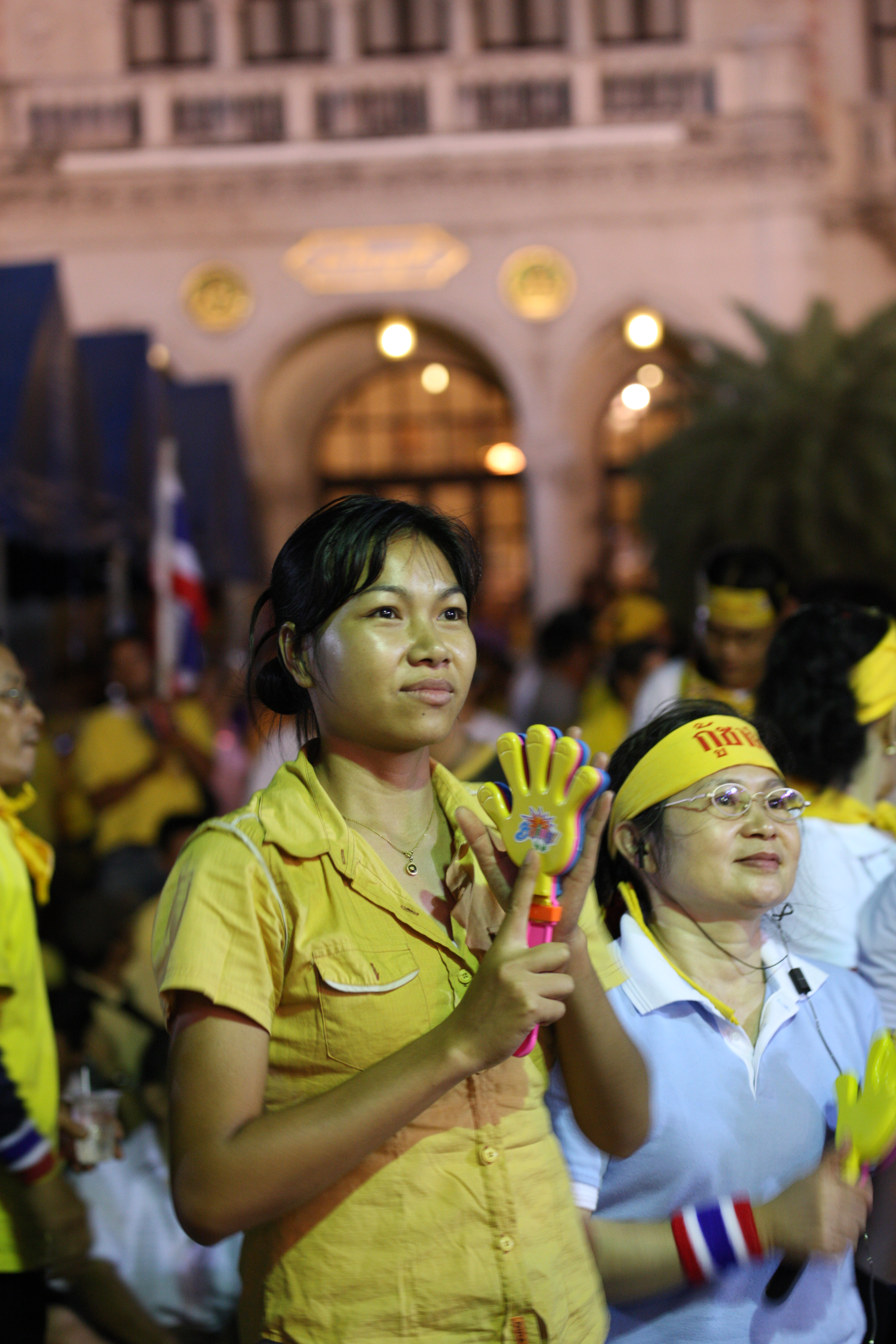
Manifestanti della APD al palazzo del governo il 26 agosto 2008

La crisi si aggravò il 26 agosto quando le camicie gialle della APD occuparono il terreno su cui sorge il palazzo di governo, costringendo il primo ministro a non utilizzarlo. Altri gruppi attaccarono la sede dell'emittente televisiva National Broadcasting Services of Thailand, e gli uffici di tre ministri, e bloccarono alcune delle maggiori arterie stradali della capitale. Il primo ministro Samak rifiutò di dimettersi ma scelse di non usare la violenza contro i manifestanti, che rimasero a presidiare il palazzo di governo malgrado alcuni mandati di arresto contro loro dirigenti e l'ordine di evacuare da parte del tribunale civile. Il giorno 29 vi furono scontri tra i manifestanti e la polizia, che non riuscì a disperderli.
Il 29 agosto il sindacato dei ferrovieri vicino alla APD mise in atto uno sciopero che fece annullare diversi trasporti su treni. Altri dimostranti APD bloccarono gli aeroporti di Hat Yai, Phuket e Krabi, che furono riaperti tra il 30 e il 31. Il sindacato degli statali minacciò scioperi degli addetti alle forniture di acqua, energia elettrica, trasporti pubblici e comunicazioni, nonché degli ufficiali di polizia e degli uffici governativi. Nel frattempo cominciarono a riunirsi nella centrale piazza Sanam Luang le camicie rosse filo-governative del Fronte Unito per la Democrazia contro la Dittatura (FUDD).

## Stato di emergenza in settembre
Una settimana dopo l'occupazione dei terreni del palazzo di governo vi furono i primi scontri tra le camicie rosse del FUDD e quelle gialle della APD con il bilancio di un morto e 43 feriti. Il primo ministro Samak dichiarò lo stato di emergenza per Bangkok il mattino dopo, affidando al comandante in capo dell'esercito Anupong Paochinda, al comandante in capo della polizia Patcharavat Wongsuwan e al comandante dell'esercito Prayuth Chan-ocha il compito di gestire la situazione. Fece inoltre vietare le riunioni in pubblico a Bangkok con più di 5 persone, la distribuzione di materiale che potesse provocare disordini o allarmismi ecc. L'iniziativa sollevò critiche e provocò le dimissioni del ministro degli Esteri Tej Bunnag, che si disse contrario a provvedimenti così drastici. Il 14 settembre il governo revocò lo stato di emergenza e i divieti imposti in quei giorni.

## Sentenza della Corte costituzionale e destituzione di Samak
Il 9 settembre 2008, la Corte costituzionale dichiarò il primo ministro Samak colpevole di conflitto d'interessi per aver condotto due programmi televisivi di gastronomia nei primi mesi in cui era a capo del governo, in contravvenzione a quanto disposto dalla Costituzione del 2007 che vietava ai membri del governo di avere altri impieghi. Samak fu ritenuto colpevole anche se non era tecnicamente un impiegato per la trasmissione, ma aveva un contratto da collaboratore esterno già prima di diventare primo ministro. La Corte costituzionale ritenne invece che lo spirito di quell'articolo della Costituzione andasse inteso in senso più ampio e dispose la sua rimozione dall'ufficio. Il PPP cercò di rieleggerlo ma non ottenne la maggioranza in Parlamento riuscendo invece a raggiungerla il 17 settembre con la nomina a premier di Somchai Wongsawat, vice-primo ministro di Samak e cognato di Thaksin, che sconfisse nel ballottaggio il leader delle opposizioni Abhisit Vejjajiva del Partito Democratico. A fine mese fu spiccato un mandato di arresto per Thaksin e la moglie, che si erano rifugiati nel Regno Unito.

## Violenze di ottobre
Il 4 e il 5 ottobre 2008 furono arrestati dalla polizia rispettivamente Chamlong Srimuang e Chaiwat Sinsuwongse, attivisti dalla Alleanza Popolare per la Democrazia (APD), con l'accusa di insurrezione, cospirazione, assemblea illegale e per resistenza a pubblico ufficiale rifiutando di disperdersi. Le accuse furono estese ad altri 8 leader della protesta ma dalla casa del governo, il capo della APD Sondhi Limthongkul annunciò che le dimostrazioni sarebbero continuate.

### Scontri e assedio del Parlamento
Armati di bastoni, il 7 ottobre i dimostranti dell'APD circondarono il Parlamento e con l'impiego di filo spinato impedirono alla legislatura di riunirsi per presenziare al discorso con cui Somchai Wongsawat avrebbe presentato i suoi programmi. Il governo reagì facendo intervenire la polizia che usò gas lacrimogeno e sparò sui manifestanti, causando oltre 100 feriti. Un dimostrante fu ucciso dallo scoppio di un lacrimogeno all'interno della sua vettura, mentre stazionava fuori dalla sede del partito Nazione Thai che faceva parte della coalizione di governo.
L'operato della polizia ricevette aspre critiche e si avviarono indagini per scoprire i responsabili. Un dottore dell'Ospedale Chulalongkorn di Bangkok convinse altri dottori della città a rifiutare le cure mediche ai poliziotti feriti negli scontri in segno di protesta per la violenza adottata. Malgrado i violenti scontri, l'assedio del Parlamento ebbe fine alla sera ma i dimostranti cinsero quindi d'assedio la caserma della polizia vicino alla sede del governo, dove nuovi scontri con le forze dell'ordine provocarono la morte di una manifestante e nuovi feriti. I dirigenti dell'APD richiamarono i manifestanti a limitarsi all'occupazione del palazzo di governo e la situazione si normalizzò.
Ai funerali del 13 ottobre della donna uccisa negli scontri presenziarono la regina Sirikit, sua figlia la principessa Chulabhorn Walailak, il capo dell'esercito Anupong Paochinda, il leader dell'opposizione Abhisit Vejjajiva e altre personalità, ma nessuno in rappresentanza della polizia. La regina porse le condoglianze ai parenti della vittima dicendo che era una brava ragazza sacrificatasi per amore della monarchia. Re Rama IX fece avere un contributo economico alla stessa famiglia. La regina donò inoltre 1 milione di Baht per le spese mediche dei feriti sia dei manifestanti che della polizia. Era da 10 anni che nessun membro della famiglia reale presenziava a funerali di manifestanti uccisi, fatto che fu considerato indicativo della volontà della famiglia reale in un momento di tensione irrisolta. Il 21 ottobre, la Corte suprema riconobbe Thaksin colpevole di conflitto d'interessi e gli comminò la pena di due anni di reclusione.

## Blocco degli aeroporti di Bangkok
Uno dei momenti più gravi e decisivi della crisi fu l'occupazione degli aeroporti Suvarnabhumi e Don Mueang di Bangkok il 25 novembre. Le azioni furono precedute da altri gravi fatti tra cui un nuovo assedio al Parlamento da parte di 10 000 sostenitori dell'APD, a cui la polizia non rispose per paura si ripetessero scontri come quelli del 7 ottobre. Altri membri dell'APD si recarono al quartier generale dell'esercito pensando che ospitasse una seduta del governo. Altri ancora risposero con armi da fuoco, spranghe e fionde a un'imboscata tesagli da membri del FUDD mentre con un camion percorrevano una strada di Bangkok, provocando 11 feriti di cui uno grave.
Il 25 novembre decine di migliaia di sostenitori dell'APD andarono a presidiare il vecchio aeroporto Don Mueang, alla periferia nord, nel cui edificio per VIP era in programma una seduta del Consiglio dei ministri che fu quindi rinviata. In serata una cinquantina di persone mascherate entrarono nella torre di controllo dell'aeroporto Suvarnabhumi per chiedere a che ora arrivava il volo su cui viaggiava il primo ministro, di ritorno da un viaggio in Perù, ma non trovarono nessun addetto al controllo aereo. Armati di spranghe, passarono attraverso i picchetti della polizia anti-sommossa che aveva ordine di non usare violenza dopo i fatti di ottobre. Migliaia di dimostranti dell'APD in camicia gialla, con immagini del re e bandiere thailandesi accorsero quindi per fare barricate sulle strade da e per l'aeroporto e presìdi nella zona delle partenze e dei check-in. Fecero cancellare prima i voli in partenza e poi quelli in arrivo, costringendo le compagnie aeree a cancellare buona parte dei voli o a spostarli su altri scali. Molti dei taxisti all'esterno del terminal principale furono picchiati da dimostranti mascherati con mazze da baseball e da golf.
Poche ore dopo il blocco di Suvarnabhumi, la Corte costituzionale annunciò l'imminente processo per lo scioglimento dei partiti di governo coinvolti nei presunti brogli elettorali, sollecitando la consegna di prove al riguardo entro le ore successive. Suvarnabhumi è il principale scalo aereo thailandese, dal quale a quel tempo partivano e arrivavano 700 voli giornalieri e 40 milioni di passeggeri all'anno. Già il primo giorno migliaia di passeggeri si trovarono bloccati in aeroporto e centinaia di voli furono annullati. Le compagnie e le autorità competenti non sapevano dare risposte alle proteste dei passeggeri. Alcuni riuscirono a farsi portare in centro città o nella vicina Pattaya in attesa della riapertura. Nel frattempo continuò il presidio al Don Mueang, dove tre manifestanti furono feriti dal lancio di un ordigno di cui non furono trovati i responsabili. Il blocco degli scali fu considerato un gravissimo danno all'economia e al prestigio della Thailandia. Molte diplomazie estere criticarono aspramente l'assalto agli aeroporti, pur non entrando nel merito dei motivi che le causarono.
Nei giorni successivi diversi voli sostitutivi furono organizzati dagli aeroporti di U-Tapao, Phuket e Chiang Mai, dove nel frattempo era arrivato il primo ministro che aveva deciso di gestire la crisi da quella città, tradizionale roccaforte del FUDD. Fallirono i negoziati tra i dimostranti, che chiedevano le dimissioni del governo, e lo stesso governo, che chiedeva la fine dell'occupazione degli aeroporti. Il primo ministro dichiarò lo stato d'emergenza senza ottenere risultati, licenziò quindi il capo della polizia ed entrò in polemica con il capo dell'esercito Anupong che aveva chiesto pubblicamente al governo di dimettersi e non interveniva in suo appoggio. Il 29 novembre Somchai Wongsawat fece dispiegare 2 000 poliziotti attorno all'aeroporto Suvarnabhumi per intimorire i ribelli che invece partirono armati e provvisti di elmetti e occhiali protettivi all'attacco di un contingente di polizia di 250 uomini, costringendoli alla fuga. In quei giorni il portavoce dei dimostranti fece sapere che erano disposti a morire e anche a usare ostaggi come scudi umani prima di arrendersi.

## La Corte costituzionale scioglie i partiti di governo, fine delle proteste
Mentre il blocco degli aeroporti continuava, la Corte costituzionale fece sapere che non aveva bisogno di altri testimoni né di altre prove nel processo ai partiti di governo. Il giorno prima della sentenza il presidente della Corte annunciò che le udienze dei testimoni potevano considerarsi finite, malgrado 200 dei testimoni preavvisati non erano ancora stati ascoltati. Le forze filo-governative minacciarono di presidiare la Corte per il processo ma furono dissuase dai proclami delle forze armate, intenzionate a proteggere il luogo e disperdere anche con la forza i dimostranti. Il 2 dicembre 2008 giunse la sentenza della Corte costituzionale che riconobbe fondate le accuse di frode elettorale sostenute dalla Commissione elettorale; sciolse i partiti della coalizione Partito del Potere Popolare, Nazione Thai e Matchima, e revocò i diritti politici di altri 109 dei loro parlamentari, infliggendogli l'interdizione dalla politica per 5 anni.
Le camicie gialle avevano ottenuto il loro scopo, posero fine al blocco degli aeroporti e dopo qualche giorno liberarono anche il palazzo governativo, nel quale avevano compiuto furti e vandalismi; la polizia trovò nei giorni successivi varie armi proprie e improprie nel canale attiguo. I voli ripresero il 4 dicembre; la Banca di Thailandia calcolò che per il blocco degli aeroporti lo Stato aveva avuto perdite immediate di 290 miliardi di baht, pari al 3% del PIL nazionale, senza contare le perdite in prospettiva come il calo del turismo e la perdita di fiducia dei mercati internazionali. L'Autorità aeroportuale chiese 18 miliardi di danni all'APD e la Thai Airways dimezzò il numero dei voli. La sola pulizia del palazzo del governo costò 20 milioni di baht.

## Sviluppi successivi
Il Partito Popolare si aspettava l'esito negativo della sentenza e si ricostituì immediatamente con i deputati non interdetti nel nuovo partito Pheu Thai (Per i thai), che avrebbe potuto avere ancora la maggioranza in Parlamento con gli altri partiti della coalizione non sciolti. Subentrarono però altri fattori, come il parere negativo della Camera di Commercio che appoggiò un governo guidato dal conservatore Partito Democratico (PD). La svolta si ebbe con il ritiro dalla coalizione di Newin Chidchob e dei parlamentari che lo appoggiavano. Newin era stato un fedelissimo di Thaksin e di Samak, ma insieme a 70 parlamentari si era opposto alla nomina di Somchai Wongsawat e ciò fu sfruttato dal PD che convinse la fazione di Newin, composta da 23 parlamentari, ad unirsi in una nuova coalizione. Anche negli altri partiti minori vi fu una spaccatura e diversi altri parlamentari confluirono in una nuova maggioranza capeggiata dal capo del PD Abhisit Vejjajiva, che il 17 dicembre fu eletto nuovo capo di governo con 235 voti a favore e 198 contrari, senza aver ricorso a nuove elezioni popolari. Il ministro degli Esteri fece subito annullare il passaporto diplomatico di Thaksin. Ministro della Difesa fu nominato il generale in pensione Prawit Wongsuwan, già comandante in capo dell'esercito dal 2004, giudice supremo della Corte marziale costituzionale dopo il pensionamento e membro dell'Assemblea legislativa nazionale dopo il colpo di Stato del 2006.
Il generale dell'esercito ed ex primo ministro Prem Tinsulanonda, presidente del Consiglio Privato del re, espresse soddisfazione per il nuovo esecutivo. Sulla stampa internazionale fu riportato che il comandante in capo dell'esercito e co-responsabile del colpo di Stato del 2006, il generale Anupong Paochinda, convinse alcuni parlamentari a lasciare il PPP e a entrare nella nuova coalizione di governo. Il PPP diramò un comunicato definendo la sentenza della Corte costituzionale un colpo di Stato giudiziale e criticandone la procedura seguita, soprattutto per l'esiguo spazio concesso ai testimoni della difesa. Aggiunse che la moglie di uno dei giudici era membro dell'APD e che queste ed altre irregolarità avrebbero portato il popolo thai a contestare l'integrità della Corte.
Gli eventi furono ritenuti anti-costituzionali dai simpatizzanti di Thaksin, che iniziarono a dimostrare per ottenere nuove elezioni. Le camicie rosse protestarono anche per il fatto che magistratura e forze dell'ordine avessero fatto gli interessi dei conservatori colpendo in tutti i modi il governo del PPP e lasciando praticamente impunite le gravi e violente azioni delle camicie gialle. Queste ultime furono criticate anche da una parte dei conservatori per aver acutizzato la crisi e determinato una flessione dell'economia nazionale. Le ripetute manifestazioni delle "camicie rosse", che chiedevano fosse fissata la data di nuove elezioni, culminarono nei duri scontri della primavera del 2010. Nell'aprile e maggio di quell'anno, le manifestazioni ad oltranza nelle strade di Bangkok che chiedevano le dimissioni del governo furono disperse nel sangue. Il bilancio degli scontri ha riportato 91 vittime e centinaia di feriti. Abhisit Vejjajiva, da sempre fortemente criticato dai thaksiniani delle "camicie rosse", negli ultimi mesi del suo governo, nel 2011, fu osteggiato anche dagli ultra-nazionalisti delle "camicie gialle", che pure prima l'avevano appoggiato.